# Академия МВД Кыргызстана
Академия МВД Киргизии (Академия МВД Киргизской Республики имени генерал-майора милиции Алиева Э. А.) — высшее учебное заведение Киргизии, является высшим, и в своём роде единственным учебным заведением в системе ВУЗов Киргизской Республики, призванным осуществлять подготовку высоко-квалифицированных кадров для органов внутренних дел, в том числе управленческих и научно-педагогических кадров системы МВД.

## История становления и развития
Академия МВД Киргизской Республики им. генерал-майора милиции Алиева Э. А. является высшим, и в своём роде единственным учебным заведением в системе ВУЗов Киргизской Республики, призванным осуществлять подготовку высоко-квалифицированных кадров для органов внутренних дел, в том числе управленческих и научно-педагогических кадров системы МВД.
История становления и развития учебного заведения неразрывно связана с историческими этапами развития как системы органов внутренних дел республики, так и Киргизии в целом. 19 мая 1969 года Приказом МВД СССР создана Фрунзенская специальная средняя школа милиции МВД СССР. В учебном заведении преподавательский состав был скомплектован за счёт Иваново-Франковской и Елабужской специальных средних школ милиции МВД СССР, а также из числа практических работников МВД Киргизии.
Первым руководителем школы милиции того периода был генерал-майор милиции Шабиров Джапар Шабирович. Первый набор в ФССШМ был осуществлён 1 октября 1969 года, тогда было принято на учёбу 64 человека из числа сотрудников милиции и гражданской молодёжи, демобилизованной из рядов Советской Армии.
За время существования ФССШМ ее окончили, получив диплом о среднем специальном юридическом образовании, более 4-х тысяч человек.
19 июля 1991 года, в связи с процессами суверенизации союзных республик, Фрунзенская специальная средняя школа милиции МВД СССР Указом главы государства была преобразована в Бишкекскую высшую школу МВД Киргизской Республики. На этом этапе своего развития учебное заведение внесло весомый вклад в укрепление кадрового потенциала органов внутренних дел республики путём пополнения их рядов специалистами с высшим юридическим образованием. За период существования БВШ МВД КР был накоплен значительный опыт в подготовке и переподготовке высококвалифицированных специалистов для органов внутренних и строевых подразделений внутренних войск МВД КР. В 1995 году 10 июля впервые в Киргизской Республике в БВШ был осуществлён выпуск более 90 специалистов с высшим юридическим образованием для органов внутренних дел республики, среди которых 7 слушателей окончили учёбу только на «отлично» и 16 слушателей окончили учёбу в Турецкой полицейской академии в г. Анкара.
15 января 2000 года, когда Указом Президента Киргизской Республики Бишкекская высшая школа МВД Киргизской Республики была преобразована в Академию Министерства внутренних дел Киргизской Республики и было присвоено имя первого в истории киргизской милиции генерал-майора милиции Алиева Эргеша Алиевича.

## Академия МВД КР сегодня
Основные задачи Академии определены в Положении об Академии МВД Киргизской  Республики имени генерал-майора милиции Алиева Э. А., утверждённом Постановлением Правительства Киргизской Республики № 256 от 8 мая 2000 года. В них входит:
• осуществление подготовки специалистов для органов внутренних дел и других отраслей права с полным высшим юридическим образованием по очной форме обучения на бюджетной (курсантов) основе, контрактной основе (студенты) а также по заочной (слушателей) на бюджетной и контрактной основе;
• обеспечение управленческо-правовой подготовки кадров для руководящего состава органов внутренних дел;
• подготовка через адъюнктуру и соискательство научных и научно-педагогических кадров для системы МВД;
• переподготовка и повышение квалификации сотрудников ОВД, а также на договорной основе сотрудников других правоохранительных и фискальных органов;
• участие в совершенствовании законодательства и научных исследованиях по актуальным проблемам деятельности ОВД, борьбы с преступностью;
• создание и развитие учебно-методической базы, обеспечивающей подготовку специалистов в соответствии с государственными образовательными стандартами, а также разработка и издание учебно-методической литературы.
Выпускникам Академии МВД, прошедшим обучение по программам высшего образования (на бюджетной основе), присваивается первое специальное звание «лейтенант милиции».
На сегодняшний день в профессорско-преподавательском составе Академии МВД работают 4 доктора наук, 38 кандидаты наук, 2 профессора, 12 доценты, 2 старшие научные сотрудники.
Деятельность Академии осуществляют: 2 управления, 5 факультетов, 12 кафедр, 3 отделов, 2 службы, 4 центра и 3 группы.

## Социальная жизнь Академии МВД КР
В целях воспитательного воздействия, стимулирования интереса к учёбе и состязательности в Академии ежегодно проводятся традиционные конкурсы на звания «Лучший курс», «Лучший взвод», «Лучший курсант», «Лучший студент», «Лучший спортсмен» среди курсантов и студентов.
В области общественно-политического воспитания торжественно отмечаются традиционные календарные и национальные праздники, такие как празднование дня Независимости Киргизской Республики, принятие присяги, кодекса чести молодыми сотрудниками и курсантами Академии, празднование дня Киргизской милиции. Кроме того, проводятся различные спортивные турниры и конкурсы, конкурс красоты «Мисс Академия» и «Мисс в пагонах», фестиваль-конкурс «Жоокер ыры», военно-спортивный конкурс «Кырк чоро», Республиканский студенческий фестиваль "Ала-Тоо жазы, конкурс строевых песен и другие.
Для улучшения воспитательной работы в Академии действуют вспомогательные институты. К ним относятся «Наставничество в ОВД КР», «Кураторство», «Суды курсантской чести».
Был создан Хор Академии, духовой оркестр, хореографический кружок, кружок комузистов, барабанный взвод который состоит из девушек-курсантов.
Немаловажное внимание уделяется вопросам эстетического воспитания. Курсанты занимаются в Университете культуры Академии (ректором является Кокумов К., режиссёр национальной филармонии КР), где знакомятся с различными видами искусства, такими как театр, кино, живопись, музыка, эстрада, скульптура и т. д. В рамках Университета культуры курсанты первого и второго курсов периодически посещают музеи искусств, выставки ведущих художников страны и зарубежья, оперные театры и др.
Одним из наглядных примеров проявления воспитания личного состава в духе патриотизма и дружбы народов является непосредственное участие руководства и всего профессорско-преподавательского состава в оказании материальной помощи воспитанникам Краснореченского детского дома-инвалидов.

## Внешние связи Академии
В Академии большое значение уделяется установлению и развитию диалога с другими учебными заведениями и организациями как в республике, так и за рубежом. В целях более эффективного продвижения деятельности в данном направлении в Академии был создан 2004 году Отдел организационно-аналитическо-правовой работы и международного сотрудничества.
С момента образования Академии МВД были достигнуты взаимные отношения с рядом высших учебных заведений МВД стран ближнего и дальнего зарубежья. На основании двусторонних соглашений на сегодняшний день продолжают обучение курсанты и слушатели из Киргизии в высших учебных заведениях МВД Российской Федерации.
Академия активно поддерживает диалог также с международными организациями. Основным партнёром является Центр ОБСЕ в Бишкеке. При финансовой поддержке ОБСЕ в Академии были открыты множество учебных центров, которые оснащены современной компьютерной техникой, учебно-методическими материалами и иными средствами обучения.
При спонсорской поддержке Турецкого агентства сотрудничества и развития (ТИКА) Академия имеет современный компьютерный класс. Кроме того, благодаря плодотворной работе с Образовательным учреждением «Себат» и Восточным университетом в Бишкеке, в Академии функционируют классы Турецкого и Арабского языков.

## Спортивная жизнь Академии МВД КР
Спортсмены Академии становятся чемпионами и призёрами многих международных и республиканских соревнований по следующим видам спорта: мини-марафон, кик-боксинг, рукопашный бой, поясная борьба, боевое самбо, тхэквондо, стрельба, служебный биатлон, футбол, волейбол, гиревой спорт, дзюдо, аркан-тартыш, тогузкоргоол, бокс. В стенах Академии подготовлено 30 мастеров спорта международного класса, 158 мастеров спорта, 251 кандидат в мастера спорта и 509 разрядников по различным видам спорта. Для более качественного проведения учебных занятий реконструировали материально-техническую базу:
— фитнес зал;
— волейбольную площадку;
— мини-футбольное поле;
— гимнастический городок;
— боксёрский зал.

## Факультеты и кафедры Академии ВМШ Киргизской Республики имени Э. Алиева
- Факультет № 1 (по подготовке управленческих кадров, переподготовке и повышению квалификации и дистанционно-заочному обучению)
- Факультет № 2 (очного обучения)
- Факультет № 3 (внебюджетного обучения)
- Факультет № 4 (по подготовке научных и научно-педагогических кадров)
- Факультет№ 5 (по первоначальной подготовке и переподготовке младшего начальствующего состава ОВД)
- Кафедра общественно-политических дисциплин
- Кафедра государственно-правовых дисциплин
- Кафедра гражданско-правовых дисциплин
- Кафедра языковой подготовки
- Кафедра уголовного права и профилактики преступлений
- Кафедра уголовного процесса
- Кафедра физической подготовки
- Кафедра военной и тактико-специальной подготовки
- Кафедра административного права и административной деятельности
- Кафедра оперативно-розыскной деятельности
- Кафедра криминалистики, специальной техники и психологии

## Управления, отделы и службы Академии МВД Киргизской Республики имени Э. Алиева
- Учебно-инспекционное управление
- Управление финансово-хозяйственного обеспечения
- Отдел кадров
- Отдел строевой подготовки, военно-мобилизационной работы и вооружения
- Отдел организационно-аналитической, правовой работы и международного сотрудничества
- Информационно-библиотечный центр
- Научно-исследовательский центр
- Учебно-методический центр по предотвращению общественных беспорядков и разрешению конфликтов
- Медицинская служба
- Секретариат
- Дежурная часть
- Отдел технического обеспечения
- Группа по профессиональной подготовке

## Начальники академии
| №  | Сроки                          | Ф. И. О. начальника                                              |
| -- | ------------------------------ | ---------------------------------------------------------------- |
| 1  | 1969-1982 г.г.                 | генерал-майор милиции Шабиров Ж. Ш. Начальник ФССШМ МВД СССР     |
| 2  | 1982-1989 г.г.                 | полковник милиции Усубалиев Э. Ш. Начальник ФССШМ МВД СССР       |
| 3  | 1989-1991 г.г.                 | полковник милиции Сатыбаев Ж. Начальник ФССШМ МВД СССР           |
| 4  | 1991-1999 г.г.                 | генерал-майор милиции Асаналиев Т. А. Начальник БВШМ МВД КР      |
| 5  | 1999-2008 г.г.                 | генерал-лейтенант милиции Ишимов Б. Б. Начальник Академии МВД КР |
| 6  | 2008-2010 г.г.                 | генерал-майор милиции Мавлянов А. С. Начальник Академии МВД КР   |
| 7  | 2010-1013 г.г.                 | полковник милиции Базарбаев А. С. Начальник Академии МВД КР      |
| 8  | 2013-2014 г.г.                 | генерал-майор милиции Джакипов Ж. И. Начальник Академии МВД КР   |
| 9  | 2014-2019 г.г.                 | генерал-майор милиции Бийбосунов А. К. Начальник Академии МВД КР |
| 10 | с 2020 г. - по настоящее время | генерал-майор милиции Абитов Т.Т. Начальник Академии МВД КР      |

Кыргызская Республика